# Janina Boniakowska
Janina Boniakowska (ur. 15 lutego 1918 r. we wsi Przążewo koło Ciechanowa  – zm. 28 lipca 2011 w Ciechanowie), poetka ludowa.
Debiutowała w 1975 r. Od 1974 r. związana z Klubem Pracy Twórczej w Ciechanowie. W 1979 r. została członkiem Stowarzyszenia Twórców Ludowych w Lublinie, w 1996 r. - członkiem Związku Literatów Polskich. 
Wydała następujące tomiki poezji: Melodia świerszcza (1983), Wędrówka myśli (1992), Kruszą się dni (1995), Ślady na drodze (2002), Mój głód ma smak poezji (2006). Jest laureatką licznych konkursów literackich. Otrzymała również Nagrodę im. Oskara Kolberga (2001).